# Cephalomappa paludicola
Cephalomappa paludicola är en törelväxtart som beskrevs av Airy Shaw. Cephalomappa paludicola ingår i släktet Cephalomappa och familjen törelväxter. Inga underarter finns listade i Catalogue of Life.